# روگوزیخا
روگوزیخا (به لاتین: Rogozikha) یک منطقهٔ مسکونی در روسیه است که در سرزمین آلتای واقع شده‌است.